# 西丸小姓組
西丸小姓組（にしのまるこしょうぐみ）は、江戸幕府の徳川将軍直属の親衛隊で小姓組のひとつ。
将軍の世継ぎ、または隠居後の将軍の住居である江戸城の西の丸に近侍する護衛部隊。

## 著名な西丸小姓組経験者
- 岩瀬忠震
- 遠山景晋[2]